# Кто не скачет, тот москаль
«Кто не ска́чет, тот моска́ль» (укр. «Хто не скаче, той москаль») — речёвка, получившая распространение на Украине в конце 2013 — начале 2014 года среди участников Евромайдана.

## История
В Чехии этот слоган появился ещё в 1996 году во время торжеств после возвращения футболистов с Евро-96, где они завоевали серебряные медали, в виде фразы Кто не скачет, тот не чех" (чеш. «Kdo neskáče, není Čech»). Более того, на авторство претендует диск-жокей Петр Салава и его слоган повторяют во время матчей национальной сборной уже почти двадцать лет.
Кричалку использовали футбольные фанаты по крайней мере, в сентябре 2013 года на матче с Германией.
За два года до Евромайдана лозунги «Кто не прыгает, тот хач» появились во время «Русских маршей» в Москве в ноябре 2011 года:238. Лозунги стали традиционными для «Русских маршей»: «Кто не прыгает, тот хач! Кто не прыгает — тот жид!..» были и в ноябре 2013 года.
В ноябре 2013 года в период Евромайдана в Киеве собравшиеся на площади прыгали на месте, сопровождая это действие кричалкой: «Кто не скачет, тот москаль» (в оригинале — укр. «Хто не скаче, той москаль»). Украинский исследователь Надежда Трач приводила информацию, что речевка появилась на Евромайдане ещё в период студенческих протестов, а также, что лозунг был раскритикован в социальных сетях русскоязычными участниками митингов, и позже трансформировался в «кто не скачет, тот совок»:238. Доктор политических наук Алексей Щербинин описал событие: «Огромная толпа на площади Независимости в Киеве, стараясь согреться на морозе, радостно прыгает» под данную речёвку, прокомментировав его текстом, что ритуалы и заклинания могут облекаться в форму шутки, правда, отнюдь не бесцельной[прояснить].
Филолог Ольга Кирилюк, анализируя передачи пророссийских СМИ, пишет о проведенной перед захватом Крыма направленной на жителей Крыма информационной атаке. Киевские протестующие представлялись как «фашисты», которые «ненавидят русскоговорящих». Речовка «помогла пропагандистам разжигать межэтническую вражду».
В 2017 году слоган в виде «Кто не скачет, тот медведь» скандировали на протестных митингах в России.

## Лингвистический анализ
По словам Трач, этот слоган стал международным, и распространился в Болгарии, Боснии, Германии, Дании, Канаде, Португалии, России, Франции, Чили. В частности, пишет автор, в протестах на Болотной площади в России в 2011 году он звучал как «Кто не прыгает, тот хач»:238-239, а в датской версии при дословном переводе он означает «Кто не прыгает, тот любит Путина»:238-239.

## В обществе
В 2015 году после оппозиционного митинга Республиканская экспертная комиссия Белоруссии по оценке информационной продукции оценила речёвку «Кто не скачет, тот москаль» на предмет наличия или отсутствия в ней признаков экстремизма. Решением суда Центрального района Минска от 25 сентября 2018 года, вступившим в силу 11 октября 2018 года, речёвка была признана экстремистской и запрещена к цитированию.